# Kozi róg (film)
Kozi róg (bułg. Козият рог) – bułgarski film fabularny z 1971 roku w reżyserii Metodiego Andonowa.

## Opis fabuły
Akcja filmu rozgrywa się w czasach osmańskich. Młody człowiek, mieszkający w Rodopach żyje skromnie, ale szczęśliwie. Jego los ulega dramatycznej zmianie, kiedy Turcy napadają na jego dom i gwałcą jego żonę. Żona wkrótce potem umiera, a on zabiera córkę i wyrusza w góry. Tam wychowuje córkę "po męsku", starając się, aby nienawidziła Turków, tak jak on. Córka popełnia samobójstwo, kiedy się dowiaduje, że ojciec zabił jej ukochanego – młodego górala. 

## W rolach głównych
- Katja Paskalewa jako Maria
- Anton Gorczew jako Karaiwan
- Milen Penew jako owczarz
- Todor Kolew jako Deli
- Kliment Denczew jako Turek
- Stefan Mawrodijew jako Mustafa
- Newena Andonowa jako matka Marii
- Krasimira Petrowa jako kochanka Mustafy
- Marin Janew jako sprawca gwałtu
- Iwan Obretenow
- Andrej Michajłow
- Prodan Nonczew
- Ilija Georgijew
- Canko Petrow
- Petar Bożiłow

## Nagrody
- Festiwal Filmu Bułgarskiego w Warnie 1972
  - nagroda główna

- Festiwal Filmowy w Karlowych Warach 1972
  - specjalna nagroda jury konkursowego

- Festiwal Filmowy w Kolombo 1973
  - wyróżnienie

- Film został zgłoszony jako bułgarski kandydat do nagrody Amerykańskiej Akademii Filmowej w kategorii najlepszego filmu anglojęzycznego, ale nie uzyskał nominacji.